# Maxwell Rosenlicht
Maxwell Alexander Rosenlicht (Brooklyn, 15 aprile 1924 – Hawaii, 22 gennaio 1999) è stato un matematico statunitense, conosciuto per i suoi contributi in geometria algebrica, sui gruppi algebrici e in algebra differenziale. Ha ricevuto il premio Cole nel 1960 insieme a Serge Lang per il loro lavoro sulle varietà Jacobiane generalizzate.